# Persone di nome Frances
| Questa pagina contiene informazioni ricavate automaticamente dalle voci biografiche con l'ausilio del template Bio e di un bot. L'aggiornamento è periodico e automatico e ricostruisce completamente la pagina. Se manca una persona in questa lista, sei pregato di non aggiungerla, ma accertati piuttosto che la sua voce biografica contenga il template Bio e che i dati anagrafici siano correttamente compilati. Se il template Bio manca, inseriscilo tu stesso o, in alternativa, metti l'avviso {{tmp\|Bio}} che ne segnala la mancanza. Se i dati riportati sono sbagliati, correggi direttamente la voce biografica; le modifiche saranno visibili in questa lista entro pochi giorni. Per chiarimenti vedi il progetto antroponimi. La lista contiene solo le 116 persone che sono citate nell'enciclopedia e per le quali è stato implementato correttamente il template Bio. Pagina aggiornata al 6 mag 2025. |

Questa è una lista di persone presenti nell'enciclopedia che hanno il nome Frances, suddivise per attività principale.

## Antropologhe(1)
- Frances D'Souza, baronessa D'Souza, antropologa e politica britannica (Sussex, n. 1944)

## Attiviste(2)
- Frances Harper, attivista, poetessa e scrittrice statunitense (Baltimora, n. 1825 - Filadelfia, † 1911)
- Frances Willard, attivista e educatrice statunitense (Churchville, n. 1839 - New York, † 1898)

## Attrici(27)
- Frances Barber, attrice britannica (Wolverhampton, n. 1957)
- Frances Bavier, attrice statunitense (New York, n. 1902 - Siler City, † 1989)
- Frances Bay, attrice canadese (Mannville, n. 1919 - Tarzana, † 2011)
- Frances Bergen, attrice statunitense (Birmingham, n. 1922 - Los Angeles, † 2006)
- Frances Conroy, attrice statunitense (Monroe, n. 1953)
- Frances Cuka, attrice britannica (Londra, n. 1936 - Londra, † 2020)
- Frances Dade, attrice statunitense (Filadelfia, n. 1910 - Filadelfia, † 1968)
- Frances Dee, attrice statunitense (Los Angeles, n. 1909 - Norwalk, † 2004)
- Frances Drake, attrice statunitense (New York, n. 1912 - Irvine, † 2000)
- Frances Farmer, attrice statunitense (Seattle, n. 1913 - Indianapolis, † 1970)
- Frances Fisher, attrice statunitense (Milford-on-Sea, n. 1952)
- Judy Garland, attrice e cantante statunitense (Grand Rapids, n. 1922 - Londra, † 1969)
- Charlotte Greenwood, attrice e ballerina statunitense (Filadelfia, n. 1890 - Los Angeles, † 1977)
- Frances Lee McCain, attrice statunitense (York, n. 1944)
- Frances Lee, attrice statunitense (Eagle Grove, n. 1906 - Cardiff-by-the-Sea, † 2000)
- Frances McDormand, attrice, doppiatrice e produttrice cinematografica statunitense (Gibson City, n. 1957)
- Rose McIver, attrice neozelandese (Auckland, n. 1988)
- Frances O'Connor, attrice, regista e sceneggiatrice australiana (Wantage, n. 1967)
- Frances O'Connor, attrice statunitense (Granite Falls, n. 1914 - Long Beach, † 1982)
- Kate O'Mara, attrice britannica (Leicester, n. 1939 - Sussex, † 2014)
- Frances Rafferty, attrice statunitense (Sioux City, n. 1922 - Paso Robles, † 2004)
- Frances Reid, attrice statunitense (Wichita Falls, n. 1914 - Beverly Hills, † 2010)
- Frances Ruffelle, attrice e cantante inglese (Redbridge, n. 1965)
- Frances Sternhagen, attrice statunitense (Washington, n. 1930 - New Rochelle, † 2023)
- Francie Swift, attrice statunitense (Amarillo, n. 1968)
- Frances Teague, attrice statunitense (Oakland, n. 1905 - San Pedro, † 1969)
- Frances de la Tour, attrice britannica (Bovingdon, n. 1944)

## Attrici teatrali(2)
- Frances Abington, attrice teatrale inglese (Londra, n. 1737 - Pall Mall, † 1815)
- Fanny Kemble, attrice teatrale e scrittrice inglese (Londra, n. 1809 - Londra, † 1893)

## Botaniche(1)
- Frances Theodora Parsons, botanica statunitense (New York, n. 1861 - Katonah, † 1952)

## Calciatori(1)
- Burke Jones, calciatore statunitense (Bridgeville, n. 1903 - Carnegie, † 1983)

## Canottiere(1)
- Frances Houghton, canottiera britannica (Oxford, n. 1980)

## Cantanti(1)
- Frances Langford, cantante e comica statunitense (Lakeland, n. 1913 - Jensen Beach, † 2005)

## Cestiste(1)
- Holly Warlick, ex cestista e allenatrice di pallacanestro statunitense (Knoxville, n. 1958)

## Chimiche(1)
- Frances Hamilton Arnold, chimica e ingegnere statunitense (Pittsburgh, n. 1956)

## Conduttrici televisive(1)
- Fran Allison, conduttrice televisiva, cantante e conduttrice radiofonica statunitense (La Porte City, n. 1907 - Sherman Oaks, † 1989)

## Drammaturghe(2)
- Frances Boothby, drammaturga inglese
- Frances Hodgson Burnett, commediografa e scrittrice britannica (Manchester, n. 1849 - Plandome, † 1924)

## Educatrici(2)
- Frances Mary Buss, educatrice britannica (Londra, n. 1827 - Londra, † 1894)
- Frances Polidori, educatrice e modella britannica (Londra, n. 1800 - Londra, † 1886)

## Etnografe(1)
- Frances Densmore, etnografa e etnomusicologa statunitense (Red Wing, n. 1867 - † 1957)

## Farmacologhe(1)
- Frances Oldham Kelsey, farmacologa canadese (Cobble Hill, n. 1914 - London, † 2015)

## Filantrope(1)
- Frances Glessner Lee, filantropa e criminologa statunitense (Chicago, n. 1878 - Bethlehem, † 1962)

## First lady(1)
- Frances Cleveland, first lady statunitense (Buffalo, n. 1864 - Baltimora, † 1947)

## Fotografe(1)
- Frances Benjamin Johnston, fotografa e fotoreporter statunitense (Grafton, n. 1864 - New Orleans, † 1952)

## Informatiche(5)
- Frances E. Allen, informatica statunitense (Peru, n. 1932 - Schenectady, † 2020)
- Frances Haugen, informatica statunitense (Iowa City)
- Betty Holberton, programmatrice statunitense (Filadelfia, n. 1917 - Rockville, † 2001)
- Frances Northcutt, informatica e avvocata statunitense (Many, n. 1943)
- Frances Spence, programmatrice statunitense (Filadelfia, n. 1922 - † 2012)

## Insegnanti(2)
- Frances Wisebart Jacobs, docente e filantropa statunitense (Harrodsburg, n. 1843 - Denver, † 1892)
- Frances Mayes, docente, poetessa e saggista statunitense (Fitzgerald, n. 1940)

## Matematiche(1)
- Frances Hardcastle, matematica britannica (Writtle, n. 1866 - Cambridge, † 1941)

## Mezzosoprani(1)
- Frances Bible, mezzosoprano statunitense (Sackets Harbor, n. 1919 - Hemet, † 2001)

## Militari(1)
- Frances Clayton, militare statunitense (n. 1830 - † 1863)

## Modelle(3)
- Frances Marie Burke, modella e attrice statunitense (Filadelfia, n. 1922 - † 2017)
- Frances Ondiviela, modella e attrice spagnola (Las Palmas, n. 1962)
- Lu Parker, modella statunitense (Anderson, n. 1970)

## Nobildonne(14)
- Frances Bowes-Lyon, nobildonna britannica (Marylebone, n. 1832 - Chelsea, † 1922)
- Frances Campbell, nobildonna scozzese (Londra, n. 1858 - Londra, † 1931)
- Frances Cowper, nobildonna inglese (n. 1820 - † 1880)
- Daisy Greville, contessa di Warwick, nobildonna inglese (Londra, n. 1861 - Little Easton, † 1938)
- Frances Guest, nobildonna inglese (Londra, n. 1869 - Londra, † 1957)
- Frances Margaret Irby, nobildonna inglese (n. 1884 - † 1950)
- Frances Jennings, nobildonna inglese (Sandridge, n. 1649 - Dublino, † 1731)
- Frances Sidney, nobildonna inglese (Penshurst, n. 1531 - Bermondsey, † 1589)
- Frances Radclyffe, nobildonna inglese (n. 1551 - † 1602)
- Frances Twysden, nobildonna inglese (Londra, n. 1753 - Cheltenham, † 1821)
- Frances Anne Vane, nobildonna irlandese (Londra, n. 1822 - Woodstock, † 1899)
- Frances Vane-Tempest, nobildonna britannica (Londra, n. 1800 - Durham, † 1865)
- Frances de Vere, nobildonna inglese (n. 1516 - † 1577)
- Frances Wyndham, nobildonna inglese (Petworth, n. 1755 - † 1795)

## Nobili(3)
- Frances Brandon, nobile britannica (Hatfield, n. 1517 - Londra, † 1559)
- Frances Howard, nobile inglese (n. 1590 - Chiswick, † 1632)
- Frances Stewart, duchessa di Richmond, nobile inglese (Parigi, n. 1647 - † 1702)

## Nuotatrici(2)
- Frances Hogben, ex nuotatrice britannica (Portsmouth, n. 1937)
- Frances Schroth, nuotatrice statunitense (Toledo, n. 1893 - Guadalajara, † 1961)

## Pattinatrici artistiche su ghiaccio(1)
- Frances Dafoe, pattinatrice artistica su ghiaccio canadese (Toronto, n. 1929 - † 2016)

## Pittrici(3)
- Frances Hodgkins, pittrice neozelandese (Dunedin, n. 1869 - Dorchester, † 1947)
- Frances Anne Hopkins, pittrice britannica (Londra, n. 1838 - Londra, † 1919)
- Frances Macdonald, pittrice britannica (Kidsgrove, n. 1873 - Glasgow, † 1921)

## Poetesse(1)
- Fanny Crosby, poetessa, compositrice e missionaria statunitense (Brewster, n. 1820 - Bridgeport, † 1915)

## Politiche(1)
- Frances Perkins, politica statunitense (Boston, n. 1880 - New York, † 1965)

## Psicologhe(1)
- Frances Gillespy Wickes, psicologa e scrittrice statunitense (Lansingburgh, n. 1875 - Peterborough, New Hampshire, USA, † 1967)

## Sceneggiatrici(3)
- Frances Goodrich, sceneggiatrice statunitense (Belleville, n. 1890 - New York, † 1984)
- Frances Marion, sceneggiatrice, regista e giornalista statunitense (San Francisco, n. 1888 - Los Angeles, † 1973)
- Fran Walsh, sceneggiatrice, produttrice cinematografica e paroliera neozelandese (Wellington, n. 1959)

## Scrittrici(15)
- Frances Miriam Whitcher, scrittrice e umorista statunitense (Whitestown, n. 1811 - Whitestown, † 1852)
- Frances Blogg, scrittrice britannica (n. 1869 - Beaconsfield, † 1938)
- Fanny Brawne, scrittrice inglese (Londra, n. 1800 - Londra, † 1865)
- Frances Brooke, scrittrice inglese (Claypole, n. 1724 - Sleaford, † 1789)
- Frances Fanny Burney, scrittrice britannica (King's Lynn, n. 1752 - Bath, † 1840)
- Frances Erskine Inglis, scrittrice e traduttrice inglese (Edimburgo, n. 1804 - Madrid, † 1882)
- Frances Fyfield, scrittrice britannica (Derbyshire, n. 1948)
- Frances Hardinge, scrittrice britannica (Brighton, n. 1973)
- Fran Lebowitz, scrittrice e attrice statunitense (Morristown, n. 1950)
- Frances Louise Lockridge, scrittrice statunitense (Kansas City, n. 1896 - † 1963)
- Frances Partridge, scrittrice inglese (Londra, n. 1900 - Londra, † 2004)
- Frances Maule Bjorkman, scrittrice e attivista statunitense (n. 1879 - Chicago, † 1966)
- Frances Power Cobbe, scrittrice e attivista irlandese (Donabate, n. 1822 - Hengwrt, † 1904)
- Frances Trollope, scrittrice inglese (Stapleton, n. 1780 - Firenze, † 1863)
- Frances Wright, scrittrice scozzese (Dundee, n. 1795 - Cincinnati, † 1852)

## Soprani(1)
- Frances Alda, soprano neozelandese (Christchurch, n. 1879 - Venezia, † 1952)

## Storiche(1)
- Frances Amelia Yates, storica, insegnante e saggista britannica (Portsmouth, n. 1899 - Surbiton, † 1981)

## Storiche dell'arte(1)
- Frances Daly Fergusson, storica dell'arte statunitense (Boston, n. 1944)

## Tenniste(3)
- Helen Aitchison, tennista britannica (Sunderland, n. 1881 - † 1947)
- Frances MacLennan, ex tennista britannica (Glasgow, n. 1943)
- Nell Truman, tennista britannica (Loughton, n. 1945 - † 2012)

## Tennisti(1)
- Frances Tiafoe, tennista statunitense (Hyattsville, n. 1998)

## Trovatori(1)
- Frances de Morlas, trovatore francese

## Truccatrici(1)
- Frances Hannon, truccatrice statunitense

## Veliste(1)
- Frances Rivett-Carnac, velista britannica (Port Elizabeth, n. 1874 - Hampstead, † 1962)

## Senza attività specificata(1)
- Frances Shand Kydd, contessa inglese (Sandringham, n. 1936 - Oban, † 2004)